# Jaan Kirsipuu
Jaan Kirsipuu (født 17. juli 1969 i Tartu) er en estisk tidligere cykelrytter.
Kirsipuu blev professionel cykelrytter i 1993. Fra 1998 til 2004 cyklede han for det franske hold Casino (omdøbt til AG2R i 2000). Fra 2005 til 2006 cyklede han på det franske hold Crédit Agricole. Herefter holdt han 3 års pause fra professionel cykelsport, men vendte i 2009 tilbage med en kontrakt hos det malaysiske Letua-mandskab. De seneste sæsoner har han kørt for Champion System.
Kirsipuu var tidligere blandt verdens bedste sprintere, og er foreløbigt noteret for over 160 sejre i løbet af sin karriere.
Han vandt i alt fire etaper i Tour de France, i 1999, 2001, 2003 og 2004. Han er den hidtil eneste etapevinder fra Estland. Han har også kørt med den gule førertrøje. Han har startet i Tour de France tolv gange uden at komme til mål i Paris, en negativ præstation han er alene om.
Med sine 42 år er han én af feltets absolut ældste og mest erfarne cykelryttere. På trods af den høje alder formår han stadig at vinde cykelløb. Senest i 2011 hvor det blev til to UCI-sejre.